# هوه
هوه، روستایی بختیاری‌نشین از توابع بخش مرکزی شهرستان الیگودرز در استان لرستان ایران است.

## جمعیت
این روستا در دهستان فرسش قرار دارد و براساس سرشماری مرکز آمار ایران در سال ۱۳۸۵، جمعیت آن ۱۶ نفر (۶خانوار) بوده‌است.